# Chris Diamond
Cristian Mejías Caballero (Sevilla, Espanya: 5 de març de 1991) més conegut pel seu nom artístic Chris Diamond, és un actor porno espanyol i actualment també productor que porta en la indústria del sexe des del 2014.

## Carrera i vida
Chris va realitzar el seu primer càsting porno amateur als 22 anys amb una amiga seva a la productora NVAmateur, de Nacho Vidal. Nacho li va veure molt potencial i el va descriure com "un diamant en brut", i d'allà va sorgir el seu nom artísitc Chris (del seu nom) Diamond (diamant en anglès). Un dia, el Nacho el va portar a que actués a la sala Bagdag, on es fan espectacles eròtics, perquè demostrés el que sabia fer i va funcionar.
A mesura que ascendia en la indústria del sexe, es va convertir en un dels actors porno més ben pagats d'Espanya i va poder donar-se a conèixer en altres mercats com l'europeu i el nord-americà. Amb el temps, també va arribar a Sud-amèrica, on es va fer popular, especialment al Brasil. Després de vuit anys de carrera, afirma haver grabat escenes amb almenys 800 dones.
Després de nombroses nominacions, en 2019 es va convertir en la primera persona de la història a guanyar el Premi XBIZ Europa en la màxima categoria per a actor masculins, Actor Masculí de l'Any, com el seu primer premi rellevant. D'aquesta manera, es convertirà en l'actor porno masculí amb més èxit d'Europa del 2019, segons XBIZ.